# 勝利

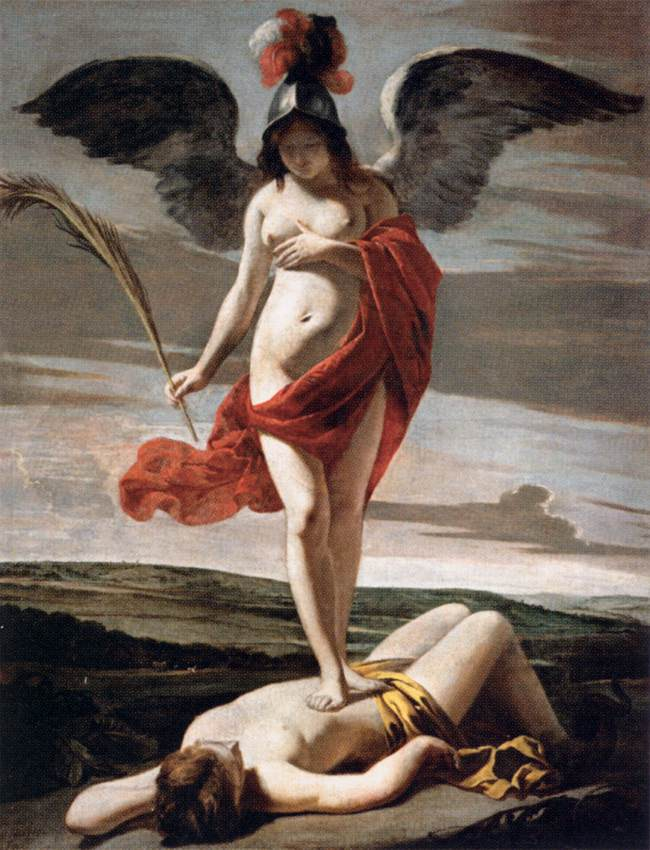
『勝利のアレゴリー』ル・ナン兄弟

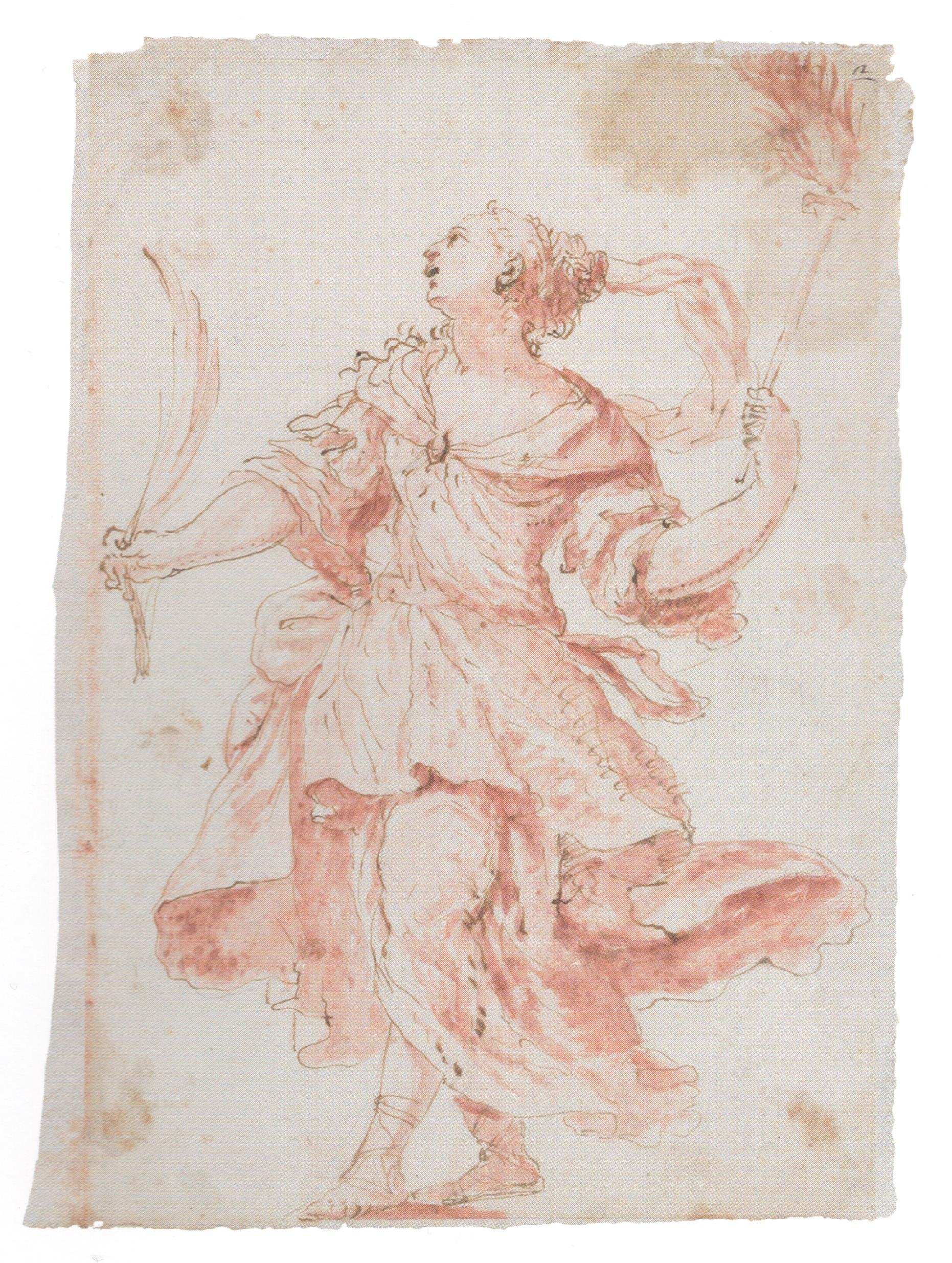
ヨハン・カール・ロト：勝利の寓意

勝利（しょうり）は、争いごとなどに勝つこと。対義語は敗北。
なお、多くのスポーツなどにおいて勝利でも敗北でもない引き分けが存在するが、このことを敗北と引き分けを合わせたものとして未勝利と呼ばれる。戦争においての勝敗は、戦争・作戦目的を達成したか否かによって判定される。

## 解説
英語Victoryはラテン語のvictoriaに由来し、用語はもともと戦争に適用され、一般的な軍事作戦の後の個人的な戦闘である決闘での、または広義にあらゆる競争で達成された成功を指していた。戦役において軍事作戦の成功は戦略的勝利 (Strategic_victory) を意味し、軍事交戦の成功は戦術的勝利 (Tactical_victory) を意味する。人間の感情の観点から言えば、勝利には強い高揚感が伴い、人間の行動においては、戦闘前および戦闘中の過剰なエンドルフィンの蓄積に関連して、戦闘前の脅威の表示と同様の動きやポーズを示すことがよくあるし、勝利のダンスと勝利の叫び・鬨（雄たけび）は、物理的暴力が勃発する前に行われる戦争のダンスと戦争の叫びに類似している。ヴィクトリアという用語の起源となった古代ローマで報告された勝利時の行動の例として、69 年のバタヴィアの反乱でガイウス・ユリウス・キウィリスに勝利した後、クィントゥス・ペティリウス・ケリアリスに仕えたバタヴィの傭兵たちの勝利の歌（タキトゥスの記録による）、また、579年の戦勝祝賀会でランゴバルド人が歌ったオーディンへの「忌まわしい歌」などが挙げられる。生贄動物はヤギで、ランゴバルド人は勝利の賛歌を歌いながらその頭の周りで輪になって踊った。またローマ共和国とローマ帝国は、凱旋式や戦勝記念塔（トラヤヌスの記念柱など) やアーチなどの記念碑を建てて勝利を祝う。トロフィーとは、もとは敵の武器 (スポリア) や体の一部 (首狩りの場合など) など、敗北した側から取られた勝利の証なのであった。
神話では、ギリシャのニーケーやローマのウィクトーリアのように、勝利を神格化することがある。勝利したエージェントは英雄であり、しばしば怪物と白兵戦を行っているように描かれている（ドラゴンを倒す聖ジョージ、アヒを倒すインドラ、ミッドガルドの蛇を倒すトールなど）。ローマ神話のソール・インウィクトゥス（「無敵の太陽」"the Invincible Sun"）は、キリスト教におけるキリストの形容詞となった。タルソスのパウロは、キリストの復活を死と罪に対する勝利として示している (コリントの信徒への手紙一、15:55) 。
ラテン語からの英単語victory（14世紀）は、古英語のsigeに取って代わり、ゴート語のsigis（𐍃𐌹）、古高ドイツ語のsigu、現代ドイツ語のSieg（SigibertやSigurdなど、ゲルマン語の名前に頻繁みられる特徴）、ケルト語のsegoやサンスクリット語のsáhas（सहस्）までと同義語である。
古くからある「Vサイン」には、手のひらを外側に向けたものと、手のひらを内側に向けたものの 2 つの形式がある。米国では、2つの手信号は同じ「勝利」を意味する。

## 宗教

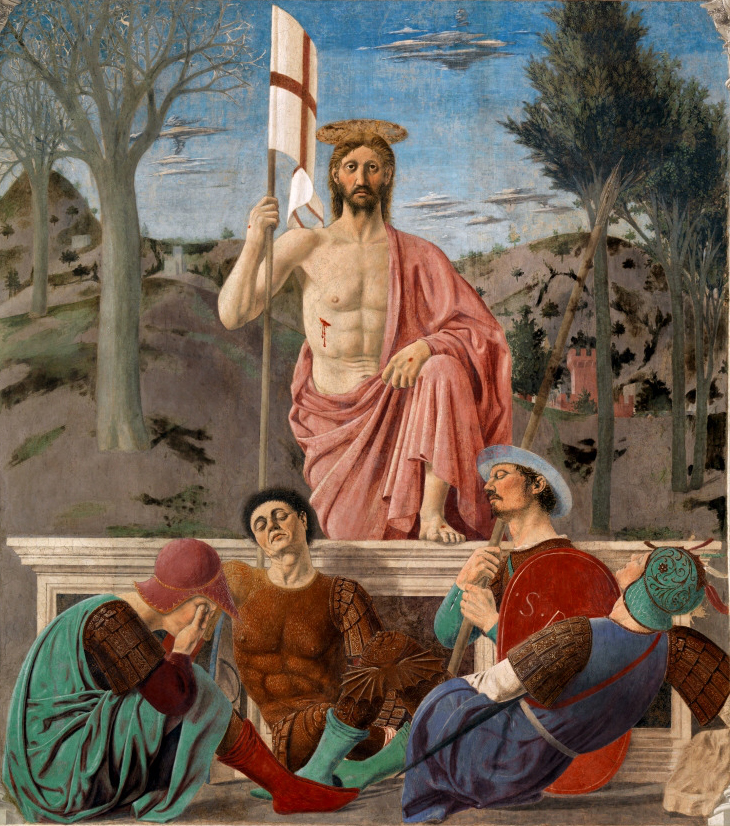
ピエロ・デラ・フランチェスカ作「復活」、1460年

釈迦は、私たち自身の中に不滅が存在し、自分自身を征服するために行動することは彼の勝利であり、私たちの勝利であると強調した。「千の戦いに勝つよりも、自分自身に勝つ方が良い。そうすれば、勝利はあなたのものになる。それは、天使にも悪魔にも、天国にも地獄にも、あなたから奪うことはできない。」仏陀の勝利は私たちのものであり、それは心の座に永遠に残り、数多くの人生の中で展開されたとする。
『バガヴァッド・ギーター』第 2 章 38 節では、クリシュナがアルジュナに語りかけた平静さが示されている。「このすべて（宇宙）に浸透している、破壊できないものであることを知ってください。誰も破壊できないもの（アートマン）を破壊することはできません。」と述べ、その後クリシュナはアルジュナに新たに発見した明晰さをもって行動するよう指示した後、「勝利と敗北、利益と損失、喜びと苦痛を同様に扱う。戦いの準備をしなさい。そうして戦えば罪は負わないだろう。」と述べた。罪と美徳は心の問題であり、身体の問題ではないとした。
新約聖書では、イエス・キリストの死に対する勝利と、その勝利をクリスチャンの信者が分かち合ったことは、聖パウロと聖ヨハネの著作『ヨハネ文書』の中で言及されている（例、ヨハネの手紙一 15:57、Ⅰヨハネ5:4）。

## スポーツ

### 野球
勝利投手に記録される投手の勝利数・最多勝利は野球記録によると、アメリカ大リーグの通算最多記録はサイ・ヤングの511勝、日本プロ野球の通算最多記録は金田正一の400勝。なお、ニグロリーグのサチェル・ペイジの記録は少なくとも511以上とされるが、記録が不備で正確な数字はわかっていない。いずれも、投手の起用方法などの変化により現代野球では更新はきわめて困難とみられている。

### アイスホッケー
アイスホッケーにおいて、勝利ゴールテンダーに記録されるGK記録、決勝点が決まった時点での自軍ゴールテンダーに記録される。NHLの通算最多記録はマーティン ・ブロデューアの691勝。

### アメリカンフットボール
アメリカンフットボールにおいて、勝利クォーターバックに記録されるQB記録。NFLの通算最多記録はトム・ブレイディの251勝（2023シーズン終了時点）。

### 大相撲
- 大相撲における通算勝利数とは、番付についてからの本場所での勝利数を数えたもので、番付外にあったときの勝敗は算入しない。ただし、付出などの場合には、番付にのっていないときでも勝利数に算入する。
- 大相撲における幕内勝利数とは、幕内（前頭・小結・関脇・大関・横綱のいずれか）の番付に在位している間における勝利数のことである。
- 大相撲における横綱勝利数とは、横綱の番付における勝利数のことである。ちなみに、横綱は現在まで74人しか誕生していない。
- 大相撲における大関勝利数とは、大関の番付における勝利数のことである。
- 大相撲における関脇勝利数とは、関脇の番付における勝利数のことである。
- 大相撲における小結勝利数とは、小結の番付における勝利数のことである。
- 太字は2025年5月場所終了現在において現役力士である。

#### 通算勝利数
2025年7月場所終了現在
| 順位 | 四股名       | 通算勝利数 | 通算在位場所数 | 最高位 |
| ---- | ------------ | ---------- | -------------- | ------ |
| 1位  | 白鵬翔       | 1,187勝    | 122場所        | 横綱   |
| 2位  | 魁皇博之     | 1,047勝    | 140場所        | 大関   |
| 3位  | 千代の富士貢 | 1,045勝    | 125場所        | 横綱   |
| 4位  | 大潮憲司     | 964勝      | 157場所        | 小結   |
| 5位  | 北の湖敏満   | 951勝      | 109場所        | 横綱   |
| 6位  | 旭天鵬勝     | 927勝      | 140場所        | 関脇   |
| 7位  | 若の里忍     | 914勝      | 140場所        | 関脇   |
| 8位  | 安美錦竜児   | 907勝      | 135場所        | 関脇   |
| 9位  | 大鵬幸喜     | 872勝      | 87場所         | 横綱   |
| 9位  | 玉鷲一朗     | 872勝      | 128場所        | 関脇   |

#### 幕内勝利数
2025年7月場所終了現在
| 順位 | 四股名       | 幕内勝利数 | 幕内在位場所数 | 最高位 |
| ---- | ------------ | ---------- | -------------- | ------ |
| 1位  | 白鵬翔       | 1,093勝    | 103場所        | 横綱   |
| 2位  | 魁皇博之     | 879勝      | 107場所        | 大関   |
| 3位  | 千代の富士貢 | 807勝      | 81場所         | 横綱   |
| 4位  | 北の湖敏満   | 804勝      | 78場所         | 横綱   |
| 5位  | 大鵬幸喜     | 746勝      | 69場所         | 横綱   |
| 6位  | 琴奨菊和弘   | 718勝      | 92場所         | 大関   |
| 7位  | 稀勢の里寛   | 714勝      | 85場所         | 横綱   |
| 8位  | 日馬富士公平 | 712勝      | 78場所         | 横綱   |
| 9位  | 武蔵丸光洋   | 706勝      | 73場所         | 横綱   |
| 10位 | 貴乃花光司   | 701勝      | 75場所         | 横綱   |

#### 横綱勝利数
2025年7月場所終了現在
| 順位 | 四股名       | 横綱勝利数 | 横綱在位場所数 |
| ---- | ------------ | ---------- | -------------- |
| 1位  | 白鵬翔       | 899勝      | 84場所         |
| 2位  | 北の湖敏満   | 670勝      | 63場所         |
| 3位  | 千代の富士貢 | 625勝      | 59場所         |
| 4位  | 大鵬幸喜     | 622勝      | 58場所         |
| 5位  | 輪島大士     | 466勝      | 47場所         |
| 6位  | 朝青龍明徳   | 463勝      | 42場所         |
| 7位  | 曙太郎       | 432勝      | 48場所         |
| 8位  | 貴乃花光司   | 429勝      | 49場所         |
| 9位  | 柏戸剛       | 407勝      | 47場所         |
| 10位 | 栃錦清隆     | 292勝      | 28場所         |

#### 大関勝利数
2025年7月場所終了現在
| 順位 | 四股名       | 大関勝利数 | 大関在位場所数 | 最高位 |
| ---- | ------------ | ---------- | -------------- | ------ |
| 1位  | 魁皇博之     | 524勝      | 65場所         | 大関   |
| 2位  | 千代大海龍二 | 515勝      | 65場所         | 大関   |
| 3位  | 貴ノ花利彰   | 422勝      | 50場所         | 大関   |
| 4位  | 北天佑勝彦   | 378勝      | 44場所         | 大関   |
| 4位  | 琴欧洲勝紀   | 378勝      | 47場所         | 大関   |
| 6位  | 武蔵丸光洋   | 353勝      | 32場所         | 横綱   |
| 6位  | 貴ノ浪貞博   | 353勝      | 37場所         | 大関   |
| 8位  | 小錦八十吉   | 345勝      | 39場所         | 大関   |
| 9位  | 稀勢の里寛   | 332勝      | 31場所         | 横綱   |
| 10位 | 豊山勝男     | 301勝      | 34場所         | 大関   |

#### 関脇勝利数
2025年7月場所終了現在
| 順位 | 四股名       | 関脇勝利数 | 関脇在位場所数 | 最高位 |
| ---- | ------------ | ---------- | -------------- | ------ |
| 1位  | 魁皇博之     | 192勝      | 21場所         | 大関   |
| 2位  | 武双山正士   | 177勝      | 20場所         | 大関   |
| 3位  | 琴光喜啓司   | 176勝      | 22場所         | 大関   |
| 4位  | 御嶽海久司   | 170勝      | 19場所         | 大関   |
| 5位  | 長谷川勝敏   | 164勝      | 21場所         | 関脇   |
| 6位  | 琴錦功宗     | 156勝      | 21場所         | 関脇   |
| 7位  | 栃東大裕     | 149勝      | 17場所         | 大関   |
| 8位  | 若の里忍     | 144勝      | 17場所         | 関脇   |
| 9位  | 豪栄道豪太郎 | 132勝      | 15場所         | 大関   |
| 10位 | 大麒麟將能   | 120勝      | 14場所         | 大関   |

#### 小結勝利数
2025年7月場所終了現在
| 順位 | 四股名       | 小結勝利数 | 小結在位場所数 | 最高位 |
| ---- | ------------ | ---------- | -------------- | ------ |
| 1位  | 高見山大五郎 | 118勝      | 19場所         | 関脇   |
| 2位  | 安芸乃島勝巳 | 106勝      | 15場所         | 関脇   |
| 3位  | 琴錦功宗     | 104勝      | 13場所         | 関脇   |
| 3位  | 土佐ノ海敏生 | 104勝      | 13場所         | 関脇   |
| 5位  | 栃煌山雄一郎 | 99勝       | 14場所         | 関脇   |
| 6位  | 稀勢の里寛   | 91勝       | 12場所         | 横綱   |
| 7位  | 出羽錦忠雄   | 87勝       | 14場所         | 関脇   |
| 8位  | 大栄翔勇人   | 85勝       | 10場所         | 関脇   |
| 9位  | 御嶽海久司   | 83勝       | 10場所         | 大関   |
| 10位 | 高安晃       | 82勝       | 11場所         | 大関   |

## 囲碁
囲碁界における勝利数の記録には、非公式棋戦やイベント席上での対局、アマチュア相手の置き碁などは算入しない。2017年、趙治勲が史上初の1,500勝を達成した（現役）。

## 勝利至上主義
競技性のある事柄について、勝利を目指す課程においての手法手段の一つに、勝利至上主義という思想・イズムがあることが知られている。この勝利至上主義とは、勝利のためにその手段を選ばず、相手に勝つことを絶対的な目標とする考え方で、この主義がもたらす事項で特に問題視されているのが、スポーツの本来の理念、スポーツマンシップに反するというものや、中学や高校の部活動などにおいて、行き過ぎた指導や長時間の練習による生徒への影響、暴力・体罰の発生による弊害などであるが、なにをもって勝利至上主義なのか、実際にはその定義が曖昧なままでこの言語が利用されている傾向もあるとされる。これについては、コーチの仕事はとにかく試合に勝つことであるため、当然のこととなる勝利至上主義 のように、学生スポーツでも育成期間であれど、成績不振であると指導者はクビとなるためとにかく常に試合には勝利をすることを純粋に目指しているというものから、言葉通り勝つために何でもやる（それによる運営への負担、例えば国民体育大会における開催都道府県の勝利至上主義）、そのなんでもの中にはルール逸脱行為な事項（例えばジョン・マグローの戦略など）まで、そのとらえ方に幅が生じている。そしてその思想性の度合いとあいまいさは、指導者側に対しても時に影響を及ぼす。
勝利至上主義はスポーツの歴史において、近代スポーツには科学技術の発達によりスポーツの世界にも科学が取り入れられるようになり、技術の向上などにつながった反面、行き過ぎたゆえに、ドーピングのような問題も起こっていく。マスメディアの報道体質も、ドーピングや暴力指導、人権問題などを個人や当事国の体質と矮小化し、スポーツ界そのものに潜んでいる勝利至上主義などの体質については触れないようにしている。
こうした近代スポーツの記録第一主義ともに勝利至上主義は、1960年代ごろから近代論理の行き詰まりにより、スポーツに対する考え方や価値観も多様化し始めていた。オリンピック、ワールドカップをはじめとしたスポーツ世界大会での勝利とメダルなども、それぞれの競技の世界における強力なステータスとして一般に認識されているゆえに、メダル獲得を第一とするプレーを行う選手が後を絶たないといった競技への姿勢も勝利至上主義として、そしてスポーツの本来の理念、スポーツマンシップに反するとして、しばしば批判の対象にされる。パラリンピックも障害者スポーツの認知度向上で、発生し始めた問題として、オリンピックと同様にメダルを取れるかどうかで注目度が全く違うことから、勝利至上主義的な姿勢が指摘されている。また近代オリンピックはアマチュア選手のみに参加が許されていた時代からオリンピックのソビエト連邦選手団が、アメリカなどの西側資本主義諸国からはかれらはステート・アマであって、実質的なプロ選手ではないかという批判を浴び、更に極度の勝利至上主義がもたらすドーピングや危険な技の強要などとともに指摘されていた。さらにはスポーツのプロ化やオリンピック種目化も商業主義と解釈がなされ、それに伴って勝利至上主義に陥るのだという思考性もある（立教大学ラグビー部#立教ラグビー宣言、剣道の国際化にともなうオリンピック種目への動きに対する反対意見 等）。
日本でも武田千代三郎が1900年代に確立した「競技道」概念と1920年代に確立したアマチュアリズム概念は、一貫してスポーツと金銭との結びつきを善としないという、経済的要素と倫理的要素が重なり合ったものが内包されていただけでなく、教育的要素が内包されていたとされるが、一方で1900年代の競技道概念では、勝利至上主義を理性によって克服することに教育的価値を見出していたのに対し、1920年代のアマチュアリズム概念においては、勝利至上主義が排除の対象へと変化していった可能性が示唆されていたのである。そして『ブルマーの謎〈女子の身体〉と戦後日本』（青弓社）などで山本雄二は戦後、文部省が作成した「新教育指針」により学生スポーツは勝利至上主義的な指導をとりやめ、全国規模での大会が禁止となっていたがその結果、1964年東京オリンピックでの成績が惨憺たるものとなったため、文部省は全国大会を容認。日本中学校体育連盟（中体連）は多くのスポーツ全国大会を主催することになったという。ただしその後クラブ活動で初等教育、中等教育段階の部活動等に伴う競技については、主催者の明確化、参加の本人意志の尊重などとともに、勝利至上主義の排除なども全国的な基本基準が定められている。
日本の場合、勝利至上主義にネガティブな印象をもつ人が多いのだとしていることについて、これは一つのことをやりきることが日本では美徳と考えられている影響で、教育時期や育成年代であれど試合への取り組み、上記の弊害を引き起こしたとしてもそれで勝利できるのであればそれを取り込み勝利を目指すことを最優先事項となる根性論的傾向があるとし、試合での勝利のみを最優先にして、生徒たちをケアすることを忘れてしまっているとの見解を示している。
少年野球など少年少女年代のスポーツでも保護者が勝利至上主義的な要求をするなどがあり、また学校スポーツの段階でこれは勝利至上主義ではないかとして、さまざまな事柄が弊害問題点が噴出して指摘することも多く（例えば松井秀喜5打席連続敬遠、桜宮高校バスケットボール部体罰自殺事件、福岡第一高等学校#年齢詐称疑惑、秀岳館高等学校の体罰蔓延など）世論からは厳しい批判が出ている。京都産業大学現代社会学部教授の西川信広がこうした問題の背景について、スポーツエリート校の勝利至上主義が根底にあり、結果を残すことが監督やコーチの評価につながり、部活動が学校教育の一環という理念を超えてしまっているという見方がなされている。学校における働き方改革（教員の働き方改革）でも（学校職員#改革内容）クラブ活動による早朝練習の指導が勝利至上主義として扱われている。
警察の術科特別訓練についても、特練員は武道訓練が勤務の主体となるため、警察官としての仕事をせず武道に専念するのは税金の無駄遣いとの批判、訓練内容も犯人制圧を目的とした実戦的な訓練ではなく、大会で勝利することをメインにした競技思考になりがちであるとされ、すでに昭和40年（1965年）に警視庁が発行した『警視庁武道九十年史』で警察武道は体力、気力を養成することが目的であり、試合等はその手段に過ぎないのであるから、勝負のみにこだわってはならない、本来の目的をはき違えてはならないので、もしはき違えればかえって害があると記されており、勝利至上主義をたしなめている。
岡部（2018）によると、勝利至上主義は、1970年代から1980年代前半にかけて、それまでのスポーツのあり方が反省的に捉えられ、近代スポーツ批判としてのキータームとして成立したとし、そのうえで言葉そのものが近代スポーツ批判を内包し、常にかつ既に規制的な性格および市民的性格を有しているとしている。そしてスポーツにおいてこの語が使用される文脈には、勝利のためには手段を選ばず、勝利を得ることを最優先させる駆動的な側面よりも、その弊害や問題性への注意を喚起する意図が込められていく、すなわちスポーツの大衆化志向や生涯スポーツの実践を喚起し、近代スポーツを相対化し、新たな論理・構造を備えたスポーツが構想されるような組換装置として機能しているととらえられた。これにより、現代およびこれからのスポーツが、近代のスポーツ・競技スポーツとは別様の、あるいは多元的なアプローチによって構想される必要があるとされていくのである。近代社会と密接に関連した近代のスポーツ・競技スポーツについて、勝敗を重要視し、達成することへと一元的に方向づけられてきたこのようなスポーツを批判的に捉えることは、近代から現代にいたる社会のあり方を批判的に捉えることでもあるといえ、近代社会における経済的・政治的側面の変化は確かにスポーツのあり方や勝敗の重要性、アスリートの立場をも変化させてきたとしている。